# Nanoinquinamento agricolo
Il nanoinquinamento agricolo è causato dallo scorretto ed eccessivo utilizzo di nanoparticelle contenute nei prodotti di uso agricolo, quali nanopesticidi e nanofertilizzanti. Questo tipo di inquinamento genera principalmente un accumulo di nanoparticelle nel terreno e nell’acqua, causando problemi di tossicità per l’ecosistema locale e per l’uomo, sia direttamente che attraverso la catena alimentare.
Date le loro dimensioni e l’alto rapporto superficie-volume, queste particelle risultano essere particolarmente reattive e solubili.
Perciò, quando vengono somministrate, interagiscono con l’ambiente e sono soggette a trasformazioni e cambiamenti nelle loro proprietà chimico-fisiche. L’interazione con le varie sostanze organiche e inorganiche presenti nel terreno e sulla sua superficie, possono alterare il comportamento delle nanoparticelle, fino a farle risultare potenzialmente tossiche.
Alcuni studi mostrano che la tossicità delle nanoparticelle dipende anche dalla loro forma, dalla composizione chimica, dalla loro concentrazione e dal tempo di esposizione. 
È inoltre possibile trovare residui di nanoparticelle su cibi. Ciò sposta l’attenzione anche sul controllo dei processi di produzione del packaging.
Nonostante siano stati riscontrati degli effetti negativi nell’utilizzo di nanoparticelle, ancora non si conoscono appieno i loro effetti, complice è la difficoltà a valutare la tossicità di tutte le nanoparticelle in commercio e le loro combinazioni sulla grande quantità di colture e di ambienti disponibili.

## Impatto sulle colture
Le piante possono assorbire le nanoparticelle attraverso le foglie e le radici. 
Nelle radici, lo spostamento di nanoparticelle può avvenire in due modi: 
- Attraverso la via simplastica, in cui le nanoparticelle di dimensioni minori di 50nm sono in grado di attraversare la parete cellulare.
- Attraverso la via apoplastica, in cui le nanoparticelle di dimensioni minori di 200nm sono in grado di attraversare la parete cellulare.

Nelle foglie, l’assorbimento e lo spostamento delle nanoparticelle si pensa avvenga in due modi: attraverso la cuticula o attraverso lo stoma.
In ogni caso, una volta che le nanoparticelle si trovano all’interno della pianta, possono circolare nel floema e nello xilema e quindi possono scorrere in tutta la pianta.
L’accumulo di nanoparticelle nelle cellule vegetali ha diversi effetti negativi sulle loro proprietà fisiologiche, dovuti principalmente allo sviluppo di specie reattive all’ossigeno, che attraverso uno stress ossidativo può portare alla disfunzione mitocondriale, danni al DNA, fino alla morte della cellula. Inoltre, in genere, l’accumulo di nanoparticelle tende ad alterare l’assorbimento di nutrienti, riduce la germogliazione dei semi, riduce la conduttanza stomatica, danneggia il metabolismo secondario e influenza la sintesi proteica.

## Impatto sui microbi benefici del suolo
La presenza di funghi e batteri benefici per il suolo è di vitale importanza per lo sviluppo delle piante e la fertilità del suolo: decompongono la materia organica in superficie e nel terreno, rendendo disponibili i nutrienti per la crescita delle piante e le proteggono da microorganismi patogeni e malattie.
L’accumulo di nanoparticelle nel terreno può minacciare l’esistenza di queste specie benefiche.
L’interazione che porta alla citotossicità tra le nanoparticelle e la cellula batterica, si pensa avvenga in due fasi. Nella prima fase, le nanoparticelle provocano uno stress ossidativo alla membrana cellulare, con conseguente perdita dell’integrità della membrana, senza significativa riduzione della vitalità cellulare. Nella seconda fase, si ha una fuoriuscita di componenti intracellulari che compromette la vitalità cellulare e favorisce l’assorbimento delle nanoparticelle, causando così danni agli organuli cellulari, compreso il nucleo.
Riguardo ai funghi, le nanoparticelle possono penetrare nelle ife fungine per deformare e danneggiare la loro morfologia. L'interazione tra varie nanoparticelle con i funghi micorrizici ha influenzato la loro crescita e ha mostrato effetti sia positivi che negativi riguardo alla salute, al funzionamento e alla sostenibilità degli ecosistemi sia naturali che agricoli.

## Impatto sulle specie acquatiche
A causa di un’intensa applicazione di nanofertilizzanti, le nanoparticelle possono raggiungere corsi d’acqua e falde acquifere, minacciando la salute umana e delle specie acquatiche.
Negli ambienti acquatici, le nanoparticelle possono subire significative variazioni chimico fisiche. La presenza di materia organica e agenti inquinanti, la temperatura, la salinità e il pH, rappresentano i tipici fattori che influenzano le interazioni delle nanoparticelle nell’acqua, e per questo motivo, è molto difficile predire il loro comportamento.
Oltre che causare danni diretti alle specie acquatiche e danni indiretti attraverso la catena alimentare, le nanoparticelle possono legarsi con altre sostanze chimiche. In questo modo, le nanoparticelle diventano dei vettori per tali sostanze inquinanti, aumentando così la loro pericolosità.

## Stress vegetale
Il termine stress, riferito ad un organismo vegetale, è definibile come un evento temporale che può, potenzialmente, modificare negativamente le funzioni della pianta, quali la crescita o la produzione, aumentando il rischio per la mortalità della stessa.
Un organismo vegetale può entrare in uno stato di stress per diversi motivi e per tempi differenti. I fattori che causano stress ad un organismo vegetale possono essere raggruppati in due categorie: stress abiotici e stress biotici. La risposta allo stress dipende da organismo a organismo.
Gli stress abiotici sono generati da fattori ambientali quali luce, siccità, salinità, temperatura e pH. Gli stress biotici sono prodotti da esseri viventi, come microorganismi, insetti, virus, e la presenza di altre specie di piante.
L’alterazione troppo spinta della composizione del terreno, ottenibile con una scorretta somministrazione di nanomateriali, può comportare uno stress abiotico per le piante. Infatti, la loro l’eccessiva presenza nel suolo, può arrecare danni alle colture. 
Vale la pena sottolineare che l’impatto dei nanomateriali sullo stress della pianta non è esclusivamente negativo. Infatti, un impiego controllato e prolungato nel tempo, favorisce la produzione di un metabolita che la pianta utilizza per difendersi dallo stress. In questo caso, i nanomateriali assumono il ruolo di elicitori.

## Valutazione dello stato del terreno e della pianta con i nanosensori
I nanosensori possono essere definiti come dei dispositivi estremamente piccoli, capaci di interagire con l’elemento da rilevare. Sono utilizzati anche nel settore agricolo in quanto utili a valutare la crescita delle colture e lo stato del terreno in base alla temperatura, pH, livello di umidità, presenza di sostanze nutritive e metalli pesanti. Questi dispositivi sono anche in grado di rilevare residui di pesticidi, fertilizzanti, e sostanze tossiche. In un’ottica di agricoltura di precisione, queste informazioni vengono sfruttate per ottimizzare l’uso di prodotti agricoli.

## Regolamentazioni

### Unione Europea
Nell’Ue, i nanomateriali vengono inseriti nello stesso quadro normativo che garantisce l’uso sicuro di tutte le sostanze chimiche e le miscele, ovvero i regolamenti REACH e CLP. Esiste anche una legislazione settoriale per gruppi specifici di prodotti, tra cui quelli fitosanitari e biocidi.

### Stati Uniti d’America
Negli USA, le principali autorità coinvolte nella regolamentazione sull’uso dei nanomateriali sono l’EPA e l’FDA. Essendo gli USA una repubblica federale, gli Stati membri possono approvare i propri regolamenti sui pesticidi, a condizione che siano almeno altrettanto stringenti dei regolamenti federali. In particolare, la legge federale che istituisce la regolamentazione dei pesticidi è la FIFRA.

### Cina
In Cina, la principale legislazione sui pesticidi è il “Regolamento sull’amministrazione dei pesticidi”, emanata dal Consiglio di Stato della Repubblica Popolare Cinese per supervisionare e controllare la produzione, la distribuzione e l'uso di pesticidi in Cina.

### Russia
In Russia, l’utilizzo di sostanze chimiche tra cui i nanomateriali è regolamentato dal Rospotrebnadzor, mentre la procedura di registrazione e utilizzo di pesticidi e prodotti chimici per l'agricoltura, è regolata dalla legge della Federazione Russa chiamata "About safe handling of pesticides and agrochemical”.